# El Risco
El Risco är en ort i Mexiko.   Den ligger i kommunen Del Nayar och delstaten Nayarit, i den centrala delen av landet, 600 km nordväst om huvudstaden Mexico City. El Risco ligger 384 meter över havet och antalet invånare är 163.
Terrängen runt El Risco är bergig österut, men västerut är den kuperad. El Risco ligger nere i en dal. Runt El Risco är det mycket glesbefolkat, med 5 invånare per kvadratkilometer. Närmaste större samhälle är Tutuyecuamama, 9,7 km sydost om El Risco. I omgivningarna runt El Risco växer huvudsakligen savannskog.